# Památník Lidových hrdinů

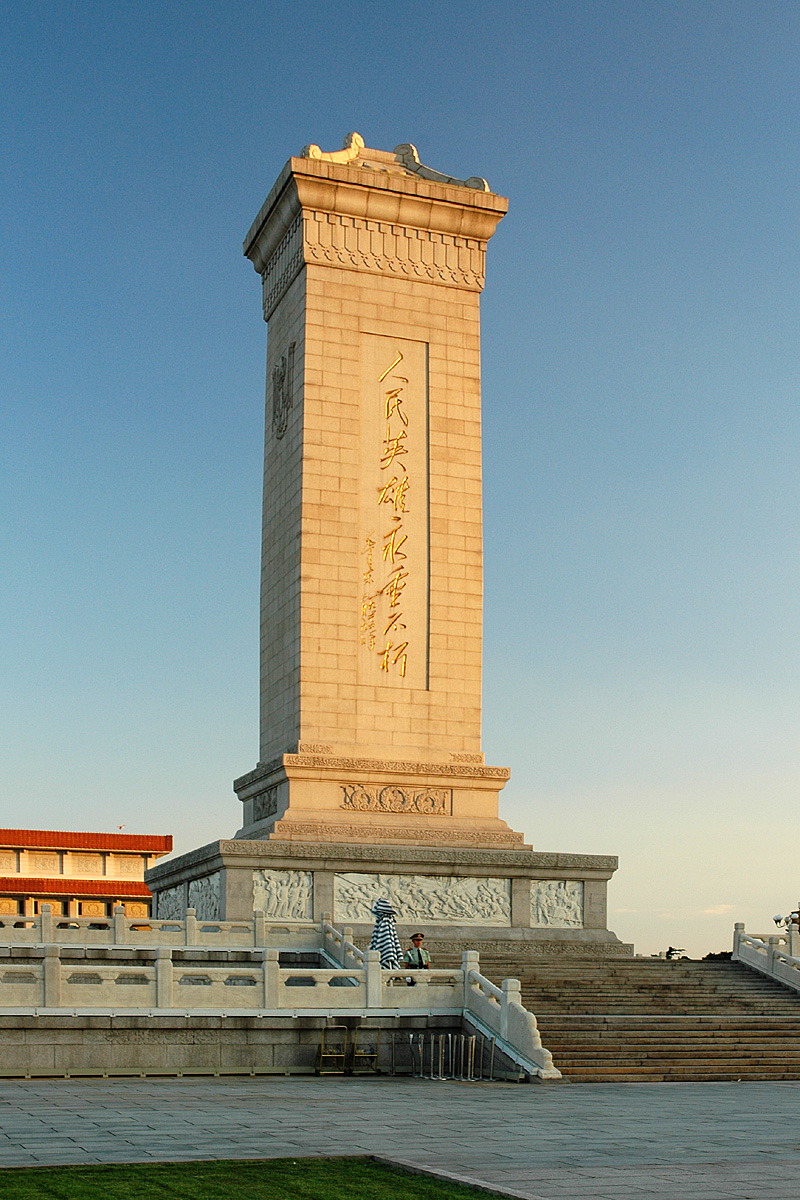
Pohled na památník Lidových hrdinů

Památník Lidových hrdinů (čínsky v českém přepisu Žen-min Jing-siung Ťi-nien-pej, pchin-jinem Rénmín Yīngxióng Jìniànbēi, znaky 人民英雄纪念碑) je sloup na náměstí Nebeského klidu v Pekingu, hlavním městě Čínské lidové republiky. Byl postaven na paměť padlých revolucionářů z 19. a 20. století podle návrhu architekta Lianga S’-čchenga, kterému pomáhala také jeho manželka Lin Chuej-jin. O výstavbě rozhodlo první plenární zasedání Politické konzultativní konference čínského lidu 30. listopadu 1949 a probíhala od srpna 1952 do května 1958.
Pomník je vysoký přes 36 metrů a zabírá plochu zhruba tři tisíce čtverečních metrů. Leží na jižním okraji náměstí severně od mauzolea Maa Ce-tunga. Váží přes deset tisíc tun a skládá se ze zhruba sedmnácti tisíc mramorových a žulových bloků, které pochází částečně z Čching-taa v provincii Šan-tung a částečně z pekingského obvodu Fang-šan.
Na podstavci jsou velké basreliéfy popisující velké revoluční boje. Jedná se o osm dějů:
1. Zničení opia v Chu-menu v předehře První opiové války v roce 1839
2. Bitva u Ťin-tchienu na počátku povstání tchaj-pingů v roce 1851
3. Wučchangské povstání na začátku Sinchajské revoluce v roce 1911
4. Hnutí čtvrtého května v roce 1919
5. Hnutí třicátého května v roce 1925
6. Nančchangské povstání v roce 1927
7. Druhá čínsko-japonská válka v letech 1931 až 1945
8. Překonání Jang-c’-ťiang v Čínské občanské válce v roce 1949